# Hallur Ellingsgaard
Hallur Ellingsgaard (* 11. Mai 1952 in Klaksvík/Färöer) ist ein färöischer Lehrer, Schulbuchautor und Parteivorsitzender der Republikanischen Partei (Tjóðveldisflokkurin).
Hallur Ellingsgaard wurde am 1. April 2005 auf dem Parteitag in Sumba zum neuen Parteivorsitzenden der nach staatlicher Souveränität strebenden Republikaner gewählt. Er löste damit Jóannes Dalsgarð ab, der aus zeitlichen Gründen nicht wieder kandidierte.
Ellingsgaard ist im Ausland bisher weitgehend unbekannt. Er gehört der Partei seit etwa 20 Jahren an und war ihr Bezirksvorsitzender auf Eysturoy. Gleichzeitig saß er für sie in Oyndafjørður im Gemeinderat, dessen Vorsitzender er auch war.

## Werke
- Mit anderen: Náttúra og tøkni 1 & 2, 1999, 2001 (2 Bände "Natur und Technik" für die 4. bzw. 5. Klasse)

| Personendaten    | Personendaten                                                            |
| ---------------- | ------------------------------------------------------------------------ |
| NAME             | Ellingsgaard, Hallur                                                     |
| KURZBESCHREIBUNG | färöischer Lehrer, Schulbuchautor und Politiker (Republikanische Partei) |
| GEBURTSDATUM     | 11. Mai 1952                                                             |
| GEBURTSORT       | Klaksvík, Färöer                                                         |